# 張大煥

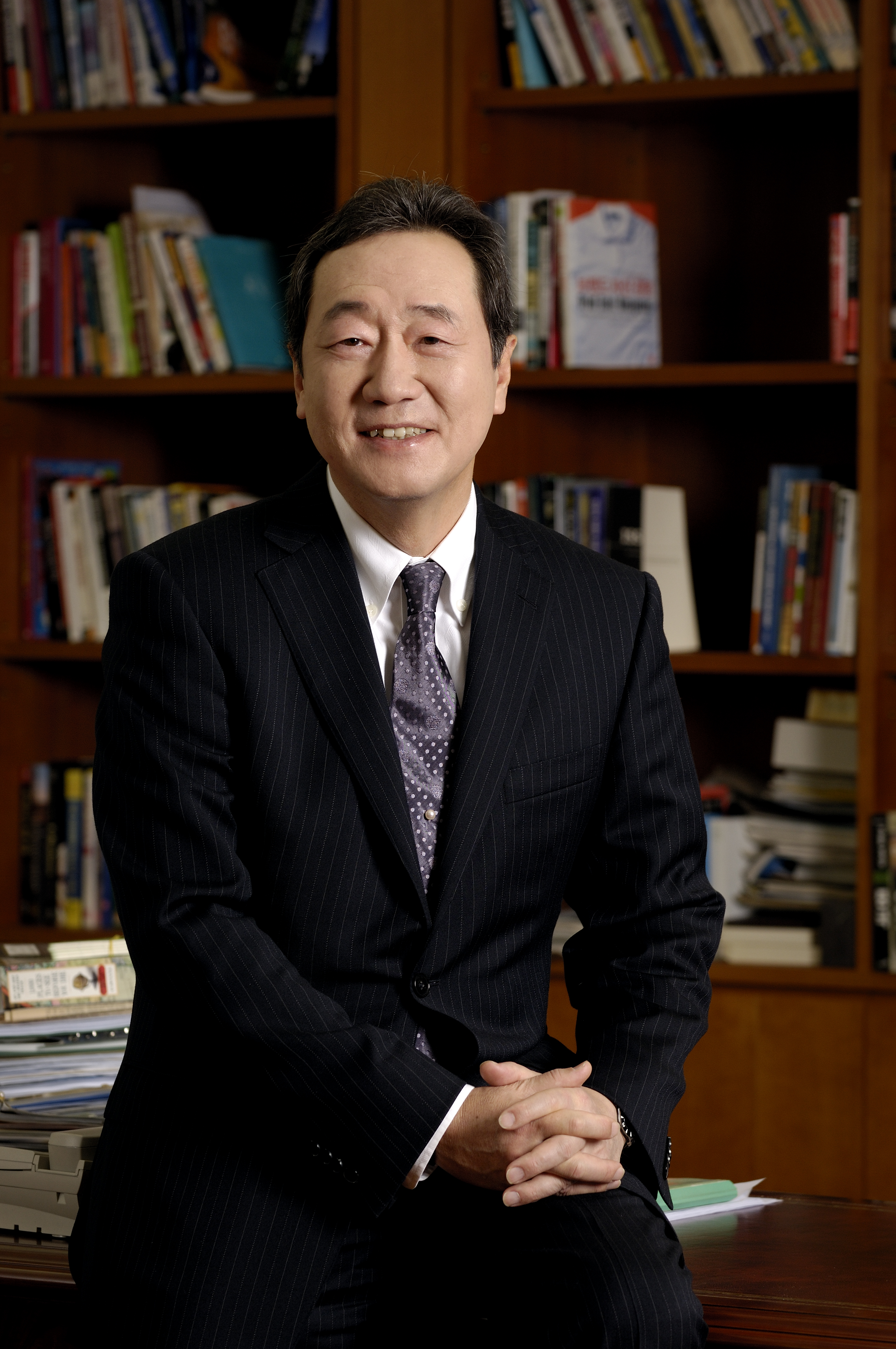
張大煥總理

張大焕（1952年3月21日—）。韩国媒体人，每日经济新闻MBN会长，世界知识论坛执行主席。

## 生平
毕业于韩国京畿高等学校，美国罗切斯特大学政治系学士学位。在美国纽约大学获得国际经营学硕士博士学位。
1986年任每日经济新闻社企划室长（专务），1988年任每日经济新闻社代表理事、社长。2002年署理韩国总理。2003年出任每日经济新闻，MBN代表理事、会长。
2002年8月9日，在韩国国会否决总理候选人张裳的任命案后，张大焕被提名为国务总理。这次提名让60多岁的高级公务员们感到意外，因为张大焕当时只有50岁，也没有任何政府工作经验。一旦任命案通过，他将以资产56亿韩元成为最富有的国务委员。然而，在听证会上，反对党大国家党党员表达反对意见。张大焕本人也在新闻发布会上承认，为了让儿子就读更好的学校，他曾虚假登记居住在首尔江南区。最终，国会以151票反对、112票赞成的结果否决张大焕国务总理任命案。